# Ritter (Familienname)
Ritter ist ein deutscher Familienname.

## Herkunft und Bedeutung
Der Name Ritter ist abgeleitet von der Berufsbezeichnung des Ritters (Reiter, Streiter zu Pferde, Kämpfer).

## Varianten

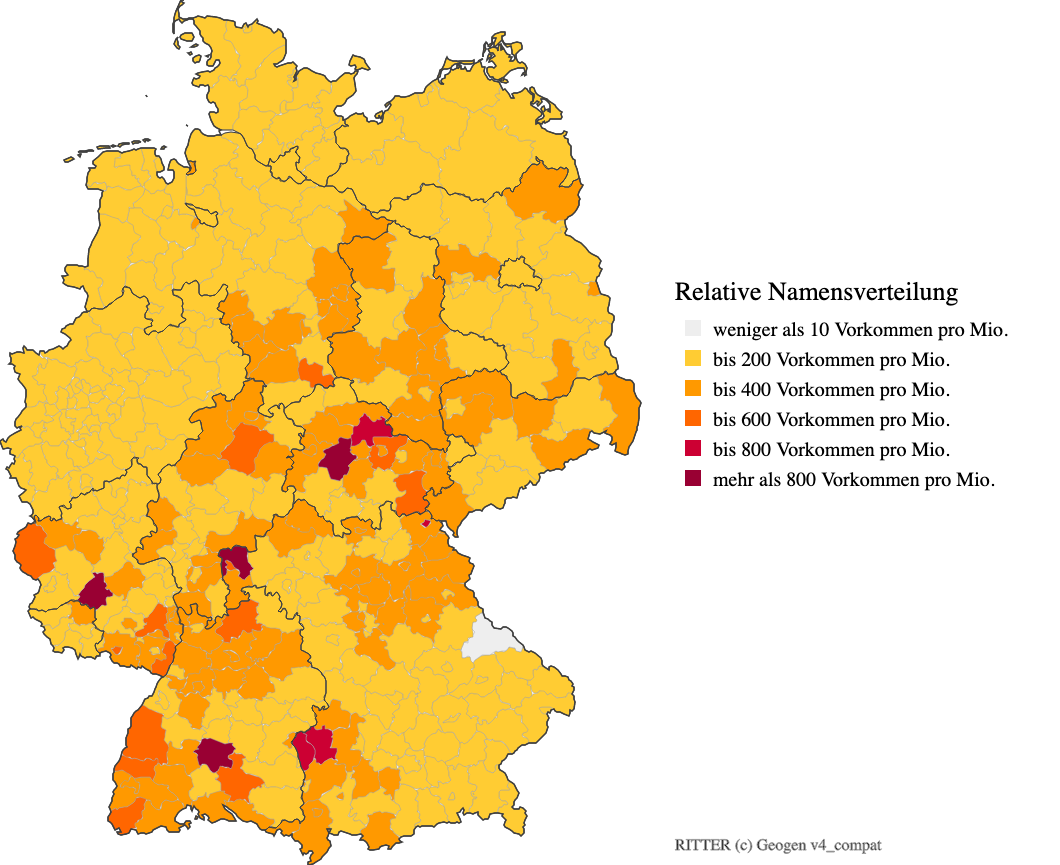
Relative Häufigkeit des Familiennamens Ritter in Deutschland (Stand: August 2019)

- Ridder
- Rider
- Riter
- Riether
- Rihtar
- Rieder
- Riedter
- Rieter

## Namensträger

### Familien
- Ritter (baltisches Adelsgeschlecht), Familie aus Livland/Estland
- Ritter von Hennersdorf, oberlausitzisches Adelsgeschlecht
- Ritter (Familie), Familie aus Frankfurt am Main
- Familie Ritter, Familie aus  Köthen in Sachsen-Anhalt

### Personen

#### A
- Adolf Ritter (Pfarrer) (1850–1906), Schweizer Pfarrer und Lehrer
- Adolf Ritter (Politiker) (1871–1924), deutscher Schneider, Verbandsfunktionär und Politiker (SPD)
- Adolf Ritter (Mediziner) (1890–1973), Schweizer Chirurg
- Adolf Martin Ritter (* 1933), deutscher Theologe und Kirchenhistoriker
- Albert Ritter (Naturwissenschaftler) (1682–1759), deutscher Lehrer und Naturwissenschaftler
- Albert Ritter (Schriftsteller) (1872–1931), österreichischer Journalist und Schriftsteller
- Albert Ritter (Schausteller) (* 1953), deutscher Schausteller, Verbandsfunktionär und Politiker
- Alexander Ritter (Musiker) (1833–1896), deutscher Violinist, Dirigent und Komponist
- Alexander Ritter (Germanist) (1939–2021), deutscher Germanist und Literaturwissenschaftler
- Alexander Ritter (Historiker) (* 1974), deutscher Historiker und Theologe
- Alfred Ritter (Schriftsteller) (eigentlich Alfred von Dutczyński; 1865–1907), deutscher Schriftsteller und Dramatiker
- Alfred Ritter (Klavierbauer) (1871–??), deutscher Klavierbauer
- Alfred Eugen Ritter (Unternehmer) (1885–1952), deutscher Unternehmer und Firmengründer
- Alfred Theodor Ritter (* 1953), deutscher Unternehmer
- Alois Ritter (Jurist) (1897–1966), liechtensteinischer Rechtsanwalt und stv. Präsident des Staatsgerichtshofs
- Alois Ritter (Chorleiter) (1910–1986), liechtensteinischer Pädagoge, Organist, Chorleiter und Maler
- Andrea Ritter (* 1978), deutsche Flötistin
- Andreas Ritter (Theologe) (1681–1755), deutscher Theologe und Hochschullehrer
- Andreas Ritter (Sportfunktionär) (* 1962), deutscher Sportfunktionär
- Andrés Ritter (* 1964), deutscher Jurist
- Angelika Ritter (* 1948), deutsche Schauspielerin und Inspizientin
- Anna Ritter (1865–1921), deutsche Dichterin
- Annelies Ritter (1912 – n. 1981), deutsche Historikerin
- Anton Ritter (General) (1844–1919), deutscher Generalmajor
- Anton Ritter (Politiker) (1863–1928), württembergischer Landtagsabgeordneter
- Anton Ritter (Speläologe) (?–2002), deutscher Höhlenforscher
- Arno Ritter (1909–1984), österreichisch-tschechischer Heimatforscher
- Árpád Ritter (* 1975), ungarischer Ringer
- August Ritter (1826–1908), deutscher Physiker
- August Gottfried Ritter (1811–1885), deutscher Komponist und Organist

#### B
- Beate Ritter (1983–2025), österreichische Sängerin (Sopran)
- Bernd der Ritter (Bernd Ritter; 1943–2014), deutscher Sänger, Komponist und Liederschreiber
- Bernd Ritter (Schriftsteller) (* 1954), deutscher Schriftsteller
- Bernhard Ritter (Mediziner) (1804–1893), deutscher Mediziner
- Bernhard Ritter (Politiker, I), deutscher Politiker, MdL Württemberg
- Bernhard Ritter (Politiker, 1950) (* 1950), deutscher Politiker (CDU), MdL Sachsen-Anhalt
- Bill Ritter (* 1956), US-amerikanischer Politiker
- Bruce Ritter (1927–1999), US-amerikanischer Priester
- Burwell C. Ritter (1810–1880), US-amerikanischer Politiker (Demokraten)

#### C
- Camillo Ritter (1875–1940), schottischer Violinist und Musikpädagoge
- Carl Ritter (1779–1859), deutscher Geograph
- Carl Ritter (Zeichner) (1807–1885), österreichischer Zeichner, Aquarellist und Chronist
- Carl Ritter (Verleger) (1817–1898), deutscher Zeitungsverleger
- Carl Ritter (Mediziner) (1871–1965), deutscher Chirurg
- Carl Adolph Ritter (1794–1863), deutscher Gutsherr und Politiker
- Carl Friedrich Ritter (1797–1863), deutscher Klavierbauer
- Carl Richard Ritter (1836–1917), deutscher Klavierbauer
- Caspar Ritter (1861–1923), deutscher Maler
- Cécile Ritter-Ciampi (1859–1939), französische Opernsängerin (Sopran)
- Chris Ritter (* 1990), US-amerikanischer Fußballspieler
- Christa Ritter (* 1942), deutsche Filmemacherin und Journalistin
- Christian Ritter (Komponist) (1645/1650–nach 1725), deutscher Organist und Komponist
- Christian Ritter (Mediziner) (* 1974), deutscher Radiologe und Hochschullehrer
- Christian Ritter (Autor) (* 1983), deutscher Slam-Poet und Moderator
- Christian Ritter, Geburtsname von Christian Kramer (Triathlet) (* 1983), deutscher Triathlet
- Christian Ritter (Fußballspieler) (* 1984), deutscher Fußballspieler
- Christiane Ritter (Autorin) (1897–2000), österreichische Autorin und Malerin
- Christiane Ritter (Biochemikerin) (* 1973), deutsche Biochemikerin
- Christof Ritter (* 1981), liechtensteinischer Fußballspieler
- Christoph Ritter (Goldschmied) (1610–1676), deutscher Goldschmied, Bildhauer und Medailleur
- Christoph von Ritter (* 1954), deutscher Internist und Hochschullehrer
- Christoph Ritter (Pianist) (* 1961), deutscher Pianist und Hochschullehrer
- Christoph Ritter (Pharmazeut) (* 1970), deutscher Pharmazeut und Hochschullehrer
- Clara Ritter (Unternehmerin) (1877–1959), deutsche Unternehmerin und Firmengründerin
- Claude Ritter (* 1981), Schweizer Investor
- Claudia Ritter (* 1968), deutsche Heilpraktikerin, Sachbuchautorin und Dozentin
- Claus Ritter (1929–1995), deutscher Journalist, Schriftsteller und Literatur- und Filmwissenschaftler
- Constantin Ritter (1859–1936), deutscher Philosophiehistoriker

#### D
- Daniel Ritter (1822 – n. 1870), deutscher Politiker
- Detlef Ritter (* 1961), deutscher Maler
- Dieter Ritter (* 1941), deutscher Biathlet und Skilangläufer
- Don Ritter (* 1959), kanadischer Installationskünstler und Autor
- Donald L. Ritter (* 1940), US-amerikanischer Politiker (Republikaner)
- Dorothea Ritter (1714–1762), Jugendfreundin Friedrichs des Großen
- Dorothea von Ritter-Röhr (* 1942), deutsche Soziologin und Psychoanalytikerin
- Dorothea Störr-Ritter (* 1955), deutsche Politikerin (CDU), MdB

#### E
- Eduard Ritter (1808/09–1853), österreichischer Maler
- Emil Ritter (Politiker) (1858–1914), deutscher Gutsbesitzer und Politiker, MdR
- Emil Ritter (Publizist) (1881–1968), deutscher Publizist und Schriftsteller
- Emma Ritter (Malerin) (1878–1972), deutsche Malerin
- Emma Ritter-Bondy (1838–1894), österreichische Pianistin und Musikpädagogin
- Emma Gygax-Ritter (1896–1984), Schweizer Unternehmerin und Firmenmitbegründerin
- Emmeram H. Ritter (1927–2021), römisch-katholischer Theologe
- Emmerich Ritter (* 1952), ungarischer Politiker
- Erasmus Ritter (Theologe) (um 1481–1546), deutsch-schweizerischer Theologe und Reformator
- Erasmus Ritter (Architekt) (1726–1805), Schweizer Architekt und Altertumsforscher
- Erich Ritter (1958–2020), Schweizer Biologe und Verhaltensforscher
- Erika Ritter (* 1948), kanadische Dramatikerin und Humoristin
- Ernest Augustus Ritter (1890–??), südafrikanischer Historiker
- Ernst Ritter, Pseudonym von Emilie von Binzer (1801–1891), deutsche Schriftstellerin
- Ernst Ritter (Oberamtmann) (1858–1944), württembergischer Oberamtmann
- Ernst Ritter (Schwimmer), deutscher Schwimmer
- Ernst Ritter (Mathematiker) (1867–1895), deutscher Mathematiker
- Ernst Ritter (Mediziner) (1888–1981), österreichischer Arzt, Heimatchronist und Politiker (SPÖ)
- Ernst Ritter (SS-Mitglied) (1889–nach 1942), deutscher SS-Hauptsturmführer
- Ernst Ritter (Agrarwissenschaftler) (1929–2023), deutscher Agrarwissenschaftler und Hochschullehrer
- Ernst Ritter-Buser (1893–1969), Schweizer Geologe
- Ernst-Hasso Ritter (1936–2010), deutscher Jurist und Verwaltungsbeamter
- Ernst Richard Ritter (1882–1936), deutscher Ingenieur und Unternehmer
- Erwin Ritter (1876–1936), deutscher Jurist und Politiker
- Eugen Ritter-Egger (1846–1916), Schweizer Bauingenieur
- Eugène Ritter (1836–1928), Schweizer Historiker und Theologe
- Ewald Ritter (* 1953), österreichischer Politiker (SPÖ), Burgenländischer Landtagsabgeordneter

#### F
- Fabian A. Ritter (* 1967), deutscher Biologe
- Felix Ritter, Pseudonym des Schriftstellers James Krüss
- Finn Ole Ritter (* 1978), deutscher Politiker (FDP)
- Florian Ritter (* 1962), deutscher Politiker (SPD)
- Floyd Ritter (1870–1943), US-amerikanischer Baseballspieler
- Franz Ritter (Astronom) (auch Marcus Friedrich Rosenkreutzer; 1579–1641), deutscher Theologe und Astronom
- Franz Ritter (Philologe) (1803–1875), deutscher Klassischer Philologe
- Franz Ritter (Historiker) (1851–1932), österreichischer Kunsthistoriker
- Franz Ritter (Unternehmer) (1888–nach 1970), deutscher Unternehmer und Verbandsfunktionär
- Franz Carl Ritter (1844–nach 1903), deutscher Landwirt und Politiker (FVp), MdR
- Franz Josef Ritter (Politiker, 1838) (1838–1921), Liechtensteiner Politiker
- Franz Josef Ritter (Politiker, 1847) (1847–1928), Liechtensteiner Politiker
- Franz Josef Ritter  (1912–1989), Liechtensteiner Tierarzt und Politiker (VDBL), siehe Sepp Ritter
- Franziska Ritter (Schauspielerin) (* 1964), deutsche Schauspielerin und Theaterregisseurin
- Franziska Ritter (Kletterin) (* 2003), deutsche Sportkletterin
- Frieda Ritter (1853–1937), deutsche Malerin
- Friedbert Ritter (1900–1981), deutscher Chemiker und Industrieller
- Friedrich Ritter (Münzmeister), deutscher Münzmeister
- Friedrich Ritter (Heimatforscher) (1856–1944), deutscher Heimatforscher und Lehrer
- Friedrich Ritter (1898–1989), deutscher Botaniker
- Friedrich Adolf Ritter (1886–1934), deutscher Arzt, siehe Galápagos-Affäre
- Fritz Ritter (Maler) (1868–1888), deutscher Maler und Radierer
- Fritz Ritter (Schriftsteller) (auch Frederick Ritter; 1896–1987), österreichisch-US-amerikanischer Schriftsteller und Schauspieler
- Fritz Ritter (Fußballspieler) (* 1920), deutscher Fußballtorwart

#### G
- Gabriel Ignaz Ritter (1732–1813), österreichisch-französischer Architekt, Bildhauer und Baumeister
- Gabrielle Ritter-Ciampi (1886–1974), französische Opernsängerin (Sopran)
- Georg Ritter (Geistlicher) (1639–1706), deutscher Geistlicher, Senior in Lübeck
- Georg Ritter (Verleger) (1795–1854), deutscher Verleger, Druckereibesitzer und Buchhändler
- Georg Hermann Ritter (1827–1874), deutscher Apotheker und Chemiker
- Georg Wenzel Ritter (1748–1808), deutscher Fagottist und Komponist
- George Nikolaus Ritter (1748–1809), deutscher Maler
- Gerhard Ritter (Ratsherr) (1629–1717), deutscher Kaufmann und Politiker, Ratsherr in Lübeck
- Gerhard Ritter (1888–1967), deutscher Historiker
- Gerhard Ritter (Chemiker) (1902–1988), deutscher Chemiker
- Gerhard Ritter (Politikwissenschaftler) (1915–2013), deutscher Jurist und Politikwissenschaftler
- Gerhard Ritter (Medizinhistoriker), deutscher Medizinhistoriker
- Gerhard A. Ritter (1929–2015), deutscher Historiker
- Gerhard-Reinhard Ritter (1903–1966), deutscher Erziehungswissenschaftler
- Gert Ritter (1934–2022), deutscher Geograph und Hochschullehrer
- Gottfried Ritter, deutscher Filmeditor und Regieassistent
- Gottfried Ritter von Rittershain (1820–1883), deutscher Kinderarzt
- Gudrun Ritter (* 1936), deutsche Schauspielerin
- Günter Ritter (* 1922), deutscher Fußballspieler
- Günter Ritter (Fußballspieler, 1934) (* 1934), deutscher Fußballspieler und Fußballfunktionär
- Günther Ritter (* 1921), deutscher Fußballspieler
- Gunter Ritter (* vor 1941), deutscher Mathematiker
- Guillaume Ritter (auch Wilhelm Ritter; 1835–1912), Schweizer Wasserbauingenieur, Architekt und Politiker
- Gustav Ritter (Ingenieur), Ingenieur und Unternehmer
- Gustav Ritter (Fabrikant) (1867–1945), deutscher Fabrikant und Schriftsteller
- Gustav Ritter (Mediziner) (1875–1945), deutscher HNO-Arzt
- Gustav A. Ritter, deutscher Herausgeber

#### H
- Hans Ritter (Politiker, 1886) (1886–1972), deutscher Offizier und Landrat von Münsingen
- Hans Ritter, Pseudonym von Wilhelm Hoegner (1887–1980), deutscher Jurist und Politiker (SPD)
- Hans Ritter (Politiker, 1891) (1891–1978), deutscher Verwaltungsjurist und Landrat von Garmisch-Partenkirchen
- Hans Ritter (General) (1893–1991), deutscher General der Luftwaffe
- Hans Ritter (Schauspieler) (um 1894–nach 1950), deutscher Schauspieler
- Hans Ritter (Mediziner) (1897–1988), deutscher Mediziner und Hochschullehrer
- Hans Ritter (Sportfunktionär) (1905–1999), liechtensteinischer Sportfunktionär
- Hans Ritter (Ethnologe) (* 1944), deutscher Mediziner und Ethnologe
- Hans Schultze-Ritter (Hans Theodor Schultze-Ritter; 1890–1968), deutscher Kapellmeister und Hochschullehrer
- Hans-Joachim Ritter (* 1949), deutscher Politiker (ÖDP)
- Hans Martin Ritter (* 1936), deutscher Sprechwissenschaftler und Theaterpädagoge
- Hans-Werner Ritter (auch Hans Werner Ritter; 1934–2017), deutscher Historiker und Münzsammler
- Heinrich Ritter (Violinist), deutscher Violinist und Musikpädagoge
- Heinrich Ritter (Philosoph) (1791–1869), deutscher Philosoph
- Heinrich von Ritter (1819–1890), österreichischer Generalmajor
- Heinrich Ritter (Verleger) (1837–1917), deutscher Verleger
- Heinrich Ritter (Politiker) (1891–1966), deutscher Politiker (NSDAP), MdR
- Heinrich Ritter von Hennersdorf (1581–1627), deutscher Politiker, Bürgermeister von Görlitz
- Heinrich Ritter-Müller (1852–1936), Schweizer Turnlehrer und Turnsportfunktionär
- Heinrich August Ritter (1876–1942), deutscher Architekt und Baubeamter
- Heinz Ritter (Landrat) (1905–1967), deutscher Verwaltungsbeamter
- Heinz Ritter (Kameramann) (1912–1958), deutscher Kameramann
- Heinz Ritter (Politiker, April 1924) (* 1924), deutscher Politiker (LDPD), MdV
- Heinz Ritter (Politiker, Juni 1924) (1924–2004), deutscher Politiker (SPD), MdA Berlin
- Heinz Ritter (Journalist) (1927–2015), deutscher Kulturjournalist
- Heinz Ritter (Politiker, 1930) (1930–2009), deutscher Politiker (SPD), Bürgermeister von Dorsten
- Heinz Ritter (Bildhauer) (1932–1995), Schweizer Bildhauer
- Heinz Ritter (Politiker, 1946) (* 1946), liechtensteinischer Politiker (FBP)
- Heinz Ritter-Schaumburg (1902–1994), deutscher Privatgelehrter
- Heinz Peter Ritter (* 1952), österreichischer Politiker (ÖVP)
- Helen Ritter, Geburtsname von Helen Bischofberger (* 1957), liechtensteinische Leichtathletin
- Helge Ritter (* 1958), deutscher Neuroinformatiker
- Hellmut Ritter (1892–1971), deutscher Orientalist
- Helmut Ritter (* 1948), deutscher Chemiker und Hochschullehrer
- Henning Ritter (1943–2013), deutscher Journalist, Schriftsteller und Herausgeber
- Henry Ritter (1816–1853), deutsch-kanadischer Maler
- Hermann Ritter (1827–1874), deutscher Chemiker, siehe Georg Hermann Ritter
- Hermann Ritter (Politiker) (1840–1913), deutscher Kaufmann und Politiker
- Hermann Ritter (Musiker) (1849–1926), deutscher Bratschist
- Hermann Ritter (Architekt, 1851) (1851–1918), schweizerisch-deutscher Architekt
- Hermann Ritter (Schriftsteller, 1864) (1864–1925), deutscher Schriftsteller
- Hermann Ritter (Senator) (1878–1949), deutscher Kaufmann und Politiker (DNVP)
- Hermann Ritter (Maler) (1879–1927), deutscher Maler und Grafiker
- Hermann Ritter (Offizier) (1891–1968), deutscher Marineoffizier und Polarforscher
- Hermann Ritter (Major), deutscher Major in Deutsch-Südwestafrika
- Hermann Ritter (Architekt, 1893) (1893–1962), deutscher Architekt
- Hermann Ritter (Kirchenfunktionär) (1930–2024), deutscher Domkapitular
- Hermann Ritter (Schriftsteller, 1965) (* 1965), deutscher Schriftsteller
- Horst Ritter (1925–2001), deutscher Fußballspieler und Hornist
- Hubert Ritter (1886–1967), deutscher Architekt und Baubeamter
- Hugo Ritter (Schauspieler) (1839–1899), deutscher Theaterschauspieler
- Hugo Ritter (Grafiker) (1926–1992), deutscher Grafiker und Hochschullehrer
- Huntley Ritter (* 1977), US-amerikanischer Schauspieler

#### I
- Ignaz Ritter (1787–1857), deutscher Theologe und Kirchenhistoriker, siehe Joseph Ignaz Ritter
- Ilse Ritter (* 1944), deutsche Schauspielerin
- Immanuel Heinrich Ritter (1825–1890), deutscher Rabbiner, Historiker und Übersetzer
- Imre Ritter (* 1952), ungarischer Politiker, siehe Emmerich Ritter
- Inge Bongers-Ritter (* 1941), deutsche Journalistin und Kritikerin
- Iosif Ritter (1921–2006), rumänischer Fußballspieler und -schiedsrichter
- Isabelle Ritter (* 1985), Schweizer Jazzmusikerin

#### J
- Jacob Ritter (Jurist) (1627–1669), deutscher Jurist und Schriftsteller
- Jacob Ritter (Mediziner) (1849–1907), deutscher Mediziner, Epidemiologe der Ornithose
- Jakob Ritter (1886–1951), deutscher Politiker (USPD, KPD) und Widerstandskämpfer
- Jakob Ulrich Ritter (1810–1858), Schweizer Politiker (Radikal-Liberale)
- Jason Ritter (* 1980), US-amerikanischer Schauspieler
- Jean-Christoph Ritter, deutscher Filmkomponist und Musiker
- Jens Ritter (* 1972), deutscher Gitarrenbauer
- Jeremias Ritter (1582–1646), deutscher Künstler
- Joachim Ritter (1903–1974), deutscher Philosoph
- Joachim Friedrich Ritter (1905–1985), deutscher Diplomat
- Jochen Ritter (* 1966), deutscher Politiker (CDU), MdL
- Johann Ritter (Politiker) (1622–1700), deutscher Jurist und Politiker, Bürgermeister von Lübeck
- Johann Ritter (Hauptpastor) (1684–1737), deutscher Geistlicher
- Johann Ritter (Pastor) (1799–1880), deutscher Geistlicher, Landwirt und Politiker
- Johann Ritter (Architekt) (1810–1881), Schweizer Architekt und Stadtbaumeister
- Johann Ritter (Schriftsteller) (1868–1937), österreichischer Maler und Schriftsteller
- Johann Ritter (Künstler) (1896–1969), Schweizer Künstler
- Johann Balthasar Ritter (I.) (1606–1683), deutscher Prediger, siehe Ritter (Familie) #Lutherische Prediger in Frankfurt am Main
- Johann Balthasar Ritter (II.) (1645–1719), deutscher Prediger, siehe Ritter (Familie) #Lutherische Prediger in Frankfurt am Main
- Johann Balthasar Ritter (Theologe, 1674) (Johann Balthasar Ritter (III.); 1674–1743), deutscher Theologe
- Johann Daniel Ritter (1709–1775), deutscher Historiker und Ethnologe
- Johann Georg Ritter (1772–1840), deutsch-amerikanischer Buchdrucker und Buchhändler
- Johann Heinrich Ritter (1685/1690–1751), deutscher Maler
- Johann Jakob Ritter (1714–1784), Schweizer Naturforscher und Mediziner
- Johann Nikolaus Ritter (1702–1782), deutscher Orgelbauer
- Johann Wilhelm Ritter (1776–1810), deutscher Physiker und Philosoph
- Johannes Ritter (Politiker) (1827–1895), Bürgermeister und Abgeordneter des Kurhessischen Kommunallandtages
- Johannes Ritter (1896–1962), deutscher Politiker, Oberbürgermeister von Leverkusen
- John Ritter (Politiker) (1779–1851), US-amerikanischer Politiker (Demokraten)
- John Ritter (1948–2003), US-amerikanischer Schauspieler
- John H. Ritter (* 1951), US-amerikanischer Schriftsteller
- Jörg Ritter (Schriftsteller) (1918–nach 1992), deutscher Journalist und Schriftsteller
- Jörg Ritter (Mediziner) (1944–2019), deutscher Mediziner
- Jörg Ritter (Dirigent) (* 1966), deutscher Dirigent
- Josef Ritter (Architekt), österreichischer Architekt
- Josef Ritter (Sänger) (1859–1911), österreichischer Sänger (Bariton)
- Josef Ritter (Maler) (1895–1964), österreichischer Maler und Grafiker
- Joseph Ritter (Brückenbauer) (1745–1809), Schweizer Zimmermann und Brückenbauer
- Joseph Elmer Ritter (1892–1967), US-amerikanischer Geistlicher
- Joseph Ignaz Ritter (1787–1857), deutscher Theologe und Kirchenhistoriker
- Josh Ritter (* 1976), US-amerikanischer Sänger und Songwriter
- Julia Ritter (* 1998), deutsche Kugelstoßerin und Diskuswerferin
- Julius Ritter (Jurist) († 1894), deutscher Militärjurist
- Julius Ritter (Politiker) (1827–nach 1898), deutscher Gutsbesitzer und Politiker, MdR
- Julius Ritter (Theaterleiter) (1858–1901), deutscher Theaterleiter
- Julius Ritter (SS-Mitglied) (1893?–1943), deutscher SS-Offizier
- Jürg Ritter (* 1966), liechtensteinischer Fußballspieler
- Jürgen Ritter (Maler) (1925–2010), deutscher Maler und Zeichner
- Jürgen Ritter (Mathematiker) (1943–2021), deutscher Mathematiker und Hochschullehrer
- Jürgen Ritter (Fotograf) (* 1949), deutscher Fotograf
- Jürgen Ritter (Billardspieler) (* 1966), deutscher Billardspieler
- Justus Vincent Ritter (1715–1774), deutscher Jurist und Politiker, Ratsherr von Hamburg

#### K
- Karin Ritter (1944–1990), deutsche Ärztin und Begründerin der Gruppe „Frauen für den Frieden“ in Schwerin
- Karin-Huberta Ritter (* 1937), deutsche Juristin
- Karl Ritter (Kaufmann) (1788–1839), deutscher Kaufmann
- Karl Ritter (Gartenkünstler) (1797–nach 1843), österreichischer Gartenkünstler
- Karl Ritter (Musiker, 1830) (Karl Gottfried Ritter; 1830–1891), deutscher Musiker und Komponist
- Karl Ritter (Bibliothekar) (1856–1899), Schweizer Bibliothekar
- Karl Ritter (Widerstandskämpfer) (1877–1933), deutscher Widerstandskämpfer
- Karl Ritter (Jurist) († 1936), deutscher Militärjurist
- Karl Ritter (Diplomat) (1883–1968), deutscher Diplomat
- Karl Ritter (Regisseur) (1888–1977), deutscher Filmproduzent und -regisseur
- Karl Ritter (Ingenieur) (1897–1958), deutscher Chemieingenieur
- Karl Ritter (Entomologe) (1909–1998), deutscher Insektenkundler
- Karl Ritter (Politiker) (1916–1994), deutscher Politiker (SPD)
- Karl Ritter (Fußballspieler) (* 1947), österreichischer Fußballspieler
- Karl Ritter (Musiker, 1959) (* 1959), österreichischer Musiker
- Karl Seiler-Ritter (1865–1923), Schweizer Bauunternehmer
- Karl Albrecht von Ritter (1836–1917), deutscher Forstbeamter
- Karl August Ritter (1800–1878), deutscher Schauspieler, Komponist und Übersetzer
- Karl Bernhard Ritter (1890–1968), deutscher Theologe und Politiker (DNVP)
- Karl Friedrich Ritter (1900–1986), deutscher Lehrer, Schriftsteller und Lyriker
- Karl Hermann Ritter (1931–2006), deutscher Politiker (SPD)
- Karl Wilhelm Ritter (1847–1906), Schweizer Bauingenieur und Hochschullehrer, siehe Wilhelm Ritter (Bauingenieur)
- Kaspar Ritter (Buchbinder) (vor 1563–1598), deutscher Buchbinder
- Kaspar Ritter (1861–1923), deutscher Maler, siehe Caspar Ritter
- Kaspar Ritter (Baumeister) (1863–1954), österreichischer Kunsttischler und Baumeister
- Katharina Ritter (* 1982), deutsche Künstlerin und Kuratorin
- Kay Ritter (* 1971), deutscher Politiker (CDU)
- Klaus Ritter (Politikberater) (1918–2015), deutscher Jurist und Politikberater
- Klaus Ritter (Mathematiker, 1936) (1936–2017), deutscher Mathematiker, München
- Klaus Ritter (Mediziner), deutscher Virologe und Epidemiologe
- Klaus Ritter (Ingenieurwissenschaftler), österreichischer Ingenieurwissenschaftler
- Klaus Ritter (Mathematiker, 1961) (* 1961), deutscher Mathematiker, Kaiserslautern
- Klaus Ritter (Trainer), deutscher Rudertrainer
- Klaus Ritter (Politiker), deutscher Politiker (FW)
- Klaus-Peter Ritter (* 1964), deutscher Eishockeyspieler und -trainer
- Konstantin Ritter (* 1964), liechtensteinische Skilangläufer
- Krysten Ritter (* 1981), US-amerikanische Schauspielerin
- Kurt Ritter (Agrarwissenschaftler) (1894–1984), deutscher Agrarwissenschaftler und Hochschullehrer
- Kurt Ritter (Widerstandskämpfer) (1909–1944), deutscher Widerstandskämpfer
- Kurt Ritter, Pseudonym von Kurt Reis (* 1928), deutscher Schriftsteller
- Kurt Ritter (Hotelier) (* 1947), Schweizer Hotelier
- Kurt Ritter (Fußballspieler) (* 1948), deutscher Fußballspieler

#### L
- Laszlo Ritter (1937–2003), ungarischer Maler
- Lawrence Ritter (1922–2004), US-amerikanischer Sportjournalist
- Lea Ritter-Santini (1928–2008), italienisch-deutsche Germanistin und Literaturwissenschaftlerin
- Leo Ritter, Pseudonym von Alexander Schumacher (1853–1932), dänischer Autor
- Leo Ritter (Mediziner) (1890–1979), deutscher Chirurg
- Leonhard Ritter (Architekt) (1878–1938), deutscher Architekt
- Leonhard Ritter (Schauspieler), deutscher Schauspieler
- Lina Ritter (1888–1981), elsässische Dichterin
- Lorenz Ritter (1832–1921), deutscher Maler und Kupferstecher
- Louise Ritter (* 1958), US-amerikanische Hochspringerin
- Ludwig Ritter (1935–2021), deutscher Politiker (CSU)

#### M
- Magdalena Ritter (* 1957), deutsche Schauspielerin
- Manfred Ritter (Verbandsfunktionär) (1931–2009), deutscher Minderheitenfunktionär
- Manfred Ritter (Psychologe) (1940–2002), österreichischer Psychologe und Hochschullehrer
- Manuel Toussaint y Ritter (1890–1955), mexikanischer Kunsthistoriker und Autor
- Marc Ritter (* 1967), deutscher Autor und Internetmanager
- Maria Ritter (Malerin) (1899–1976), polnische Malerin
- Maria Ritter, Geburtsname von Maria Splitt (* 1957), liechtensteinische Leichtathletin
- Marieluise Ritter (* 1952), deutsche Autorin und Theatergründerin
- Markus Ritter (Politiker, 1954) (* 1954), Schweizer Politiker (Grüne) und Biologe
- Markus Ritter (Polizist) (* 1962), deutscher Jurist, Polizist und Autor
- Markus Ritter (Anglist) (* 1963), deutscher Anglist und Medienwissenschaftler
- Markus Ritter (Kunsthistoriker) (* 1967), deutscher Kunsthistoriker und Orientalist
- Markus Ritter (Politiker) (* 1967), Schweizer Politiker (Die Mitte; vormals CVP) und Bauernverbandspräsident
- Marli Hoppe-Ritter (* 1948), deutsche Unternehmerin
- Marlon Ritter (* 1994), deutscher Fußballspieler
- Martin Ritter (1905–2001), deutscher Maler und Grafiker
- Martina Ritter (* 1982), österreichische Radrennfahrerin
- Matthias Ritter der Ältere (1485–1536), deutscher Geistlicher, siehe Ritter (Familie) #Lutherische Prediger in Frankfurt am Main
- Matthias Ritter der Jüngere (1526–1588), deutscher Theologe und Pfarrer
- Matthias Ritter (Politiker, 1950) (* 1950), deutscher Volkswirt und Politiker (CDU, REP), MdL Thüringen
- Matthias Ritter (Politiker, 1955) (* 1955), Schweizer Politiker (SVP)
- Max Ritter (Bauingenieur, 1880) (1880–1939), Schweizer Bauingenieur und Wirtschaftsmanager
- Max Ritter (Bauingenieur, 1884) (1884–1946), Schweizer Bauingenieur und Hochschullehrer
- Max Ritter (Schwimmer) (1886–1974), deutscher Schwimmer
- Max Ritter (Maler) (* 1941), Schweizer Maler und Grafiker
- Max Ritter (Historiker) (* 1985), deutscher Byzantinist
- Maya Ritter (* 1993), kanadische Schauspielerin
- Michael Ritter (Jurist) (* 1957), liechtensteinischer Politiker und Jurist
- Michael Ritter (Literaturwissenschaftler) (* 1967), österreichischer Literaturwissenschaftler und Verleger
- Michael Ritter (Politiker) (* 1972), Schweizer Politiker (GLP)
- Michael Ritter (Pädagoge) (* 1981), deutscher Pädagoge und Hochschullehrer für Grundschuldidaktik Deutsch/Ästhetische Bildung
- Michel Ritter (1949–2007), Schweizer Kurator
- Moriz Ritter (1840–1923), deutscher Historiker

#### N
- Nina Ritter (* 1981), deutsche Eishockeyspielerin

#### O
- Ole Ritter (* 1941), dänischer Radsportler
- Oliver Ritter (* 1966), deutscher Bildhauer
- Oskar Ritter (Manager) (1857–1927), Schweizer Bankmanager und Präsident der Gesellschaft für Chemische Industrie in Basel
- Oskar Ritter (1901–1985), deutscher Fußballspieler
- Otto Ritter (Anglist) (Otto Karl Theodor Ritter; 1876–1963), deutscher Anglist und Hochschullehrer
- Otto Ritter (Sammler) (1901–1972), österreichischer Ingenieur, Paläontologe und Sammler
- Otto Ritter (Filmemacher) (1917–1977), Schweizer Kameramann und Drehbuchautor

#### P
- Paul de Ritter, deutscher Bildhauer
- Paul von Ritter (1825–1915), deutsch-schweizerischer Mäzen
- Paul Ritter (Maler, 1829) (1829–1907), deutscher Maler
- Paul Ritter der Jüngere (1859–1888), deutscher Maler
- Paul Ritter (Zahnmediziner) (1860–1932), deutscher Zahnmediziner
- Paul Ritter (Diplomat) (1865–1921), Schweizer Diplomat
- Paul Ritter (Philosoph) (1872–1954), deutscher Philosoph und Historiker
- Paul Ritter (Schriftsteller) (1887–1968), deutscher Journalist und Schriftsteller
- Paul Ritter (Architekt) (1925–2010), tschechisch-australischer Architekt, Stadtplaner und Soziologe
- Paul Ritter (Schauspieler) (1966–2021), britischer Schauspieler
- Paul Ritter (Maler, 1967) (* 1967), Schweizer Maler und Performancekünstler
- Paul Ritter Vitezović (1652–1713), kroatischer Schriftsteller
- Pellegrino Ritter (* 1957), deutscher Maler, Illustrator und Konzeptkünstler
- Peter Ritter (Komponist) (1763–1846), deutscher Komponist
- Peter Ritter (Politiker) (* 1959), deutscher Politiker (SED, PDS, Die Linke)
- Peter Ritter (Fußballspieler) (* 1962), deutscher Fußballspieler
- Petra Ritter (Neurowissenschaftlerin) (* 1974), deutsche Neurowissenschaftlerin
- Petra Ritter-Müller, deutsche Theologin
- Petra Schwarz-Ritter (* 1972), österreichische Tennisspielerin
- Philipp Ritter (Funktionär) (1837–1901), Schweizer Anwalt, Archivar und Verbandsfunktionär
- Philipp Ritter (Maler) (1870–1928), Schweizer Maler und Zeichner

#### R
- Raimund Ritter (1933–1995), deutscher Geistlicher, Soziologe, Philosoph und Hochschullehrer
- Ralf-Peter Ritter (1938–2011), deutscher Linguist
- Reinhard Ritter (* 1948), deutscher Kunstturner
- Reinhold Ritter (1903–1987), deutscher Zahnmediziner und Hochschullehrer
- Renate Basch-Ritter (* 1942), österreichische Historikerin und Autorin
- Richard Ritter (Künstler) (* 1940), US-amerikanischer Glaskünstler
- Robert von Ritter (1862–1945), deutscher Kunsthistoriker und Kunstsammler
- Robert Ritter (Politiker) (1862–1937), deutscher Politiker, Bürgermeister von Mannheim
- Robert Ritter (Jurist) (1891–1982), Schweizer Jurist, Unternehmer und Stiftungsgründer
- Robert Ritter (1901–1951), deutscher Psychiater und Rassentheoretiker
- Robert Ritter, Pseudonym von Fritz Albrecht (Schriftsteller) (1911–nach 1978), österreichischer Historiker und Schriftsteller
- Robert Ritter (Anglist) (Robert M. Ritter; * 1960), britischer Anglist
- Robert Ritter (Schauspieler) (* 1973), tschechischer Schauspieler
- Rolf Ritter (Philatelist) (1923–2009), deutscher Philatelist
- Rolf Ritter (Ingenieur) (1935–2018), deutscher Ingenieur und Hochschullehrer
- Roman Ritter (* 1943), deutscher Schriftsteller
- Rosa Dorothea Ritter (1759–1833), deutsche Mätresse von Kurfürst Wilhelm IX.
- Rosemarie Ritter-Horn (* 1939), deutsche Zahnärztin und Hochschullehrerin
- Rudo Ritter (1889–1945), deutscher Drehbuchautor und Komponist
- Rudolf Ritter (Sänger) (1878–1966), österreichischer Sänger (Tenor) und Gesangspädagoge
- Rudolf Ritter (Maler) (1881–1915), deutscher Maler, Zeichner und Radierer
- Rudolf Ritter (Landrat) (1905–1994), deutscher Politiker (NSDAP, FDP) und Landrat

#### S
- Sabine Ritter (* 1968), deutsche Politikerin (Die Linke) und Soziologin
- Samuel Ritter (1624–1657), deutscher Rechtswissenschaftler
- Sara Ritter (* 2005), deutsche Fußballspielerin
- Saulius Ritter (* 1988), litauischer Ruderer
- Saverio Ritter (1884–1951), italienischer Erzbischof und Apostolischer Nuntius
- Scott Ritter (* 1961), US-amerikanischer Offizier
- Sebastian Ritter (1917–2001), österreichischer Geistlicher und Kirchenrechtler
- Sepp Ritter (1912–1989), liechtensteinischer Tierarzt und Politiker (VDBL)
- Sina Ritter (* 1993), deutsche Handballspielerin
- Stefan Ritter (Archäologe) (* 1959), deutscher Klassischer Archäologe
- Stefan Ritter (Trainer) (* 1984/1985), deutscher Stabhochspringer und Stabhochsprungtrainer
- Stefan Ritter (Radsportler) (* 1998), kanadischer Radsportler
- Steffen Ritter (* 1968), deutscher Unternehmensberater
- Stephen Ritter (* 1986), deutsch-US-amerikanischer Eishockeytorwart
- Susanne Ritter, Geburtsname von Susanne Hahn (* 1978), deutsche Langstreckenläuferin
- Sylvester Ritter (1952–1998), US-amerikanischer Wrestler

#### T
- Tex Ritter (1905–1974), US-amerikanischer Countrysänger und Schauspieler
- Thelma Ritter (1902–1969), US-amerikanische Schauspielerin
- Theodor Ritter (1883–1950), deutscher Musiker, Komponist und Dirigent
- Théodore Ritter (Toussaint Prévost; 1840–1886), französischer Pianist und Komponist
- Thomas Ritter (Maler) (* 1955), deutscher Maler
- Thomas Ritter (Fußballspieler) (* 1967), deutscher Fußballspieler
- Thomas Ritter (Filmschaffender), deutscher Drehbuchautor, Produzent und Schauspieler
- Tobias Ritter (* 1975), deutscher Chemiker
- Toni Ritter (* 1990), deutscher Eishockeyspieler
- Tyler Ritter (* 1985), US-amerikanischer Schauspieler
- Tyson Ritter (* 1984), US-amerikanischer Sänger und Schauspieler

#### U
- Ulrich Ritter (Architekt) (1852–1930), Schweizer Architekt
- Ulrich Ritter (Geograph) (1859–1934), Schweizer Geograph
- Ulrich Ritter (Mediziner, 1919) (1919–nach 1982), deutscher Chirurg
- Ulrich Ritter (Mediziner, 1921) (1921–2017), deutscher Gastroenterologe
- Ulrich Ritter (Kameramann), deutscher Kameramann
- Ulrich Ritter (Boxer) (auch Ulli Ritter; * 1933), deutscher Boxer
- Ulrich Ritter (Schauspieler) (1945–2007), deutscher Schauspieler und Sprecher
- Ulrich Ritter (Maskenbildner) (auch Uli Ritter; * 1963), deutscher Maskenbildner
- Ulrich Peter Ritter (1935–2017), deutscher Wirtschaftswissenschaftler

#### V
- Valentin Ritter (1522–1586), Görlitzer Bürgermeister
- Valerius Ritter (1821–1902), österreichischer Politiker des österreichischen Abgeordnetenhauses

#### W
- Waldemar Ritter (* 1933), deutscher Politikwissenschaftler und Historiker
- Walter Ritter (1905–1986), österreichischer Bildhauer
- Walter Ritter (Zahnmediziner) (1930–2014), deutscher Zahnmediziner, Röntgenologe und Hochschullehrer
- Walter Ritter (Pädagoge) (1935–2009), Schweizer Lehrer, Ehe-/Familienberater, Musiker, Komponist, Prediger und Kolumnist
- Walther Ritter (Ingenieur) (Walther P. Th. Ritter; 1905–?), deutscher Ingenieur
- Walther Ritter (Politiker), deutscher Politiker (CDU) und MdL Sachsen
- Werner Ritter (Maler) (1933–2025), Schweizer Maler und Grafiker
- Werner H. Ritter (* 1949), deutscher Theologe und Hochschullehrer
- Wigand Ritter (1933–2013), österreichischer Geograph
- Wilfried Ritter (1904–1990), Schweizer Bakteriologe und Lebensmittelchemiker
- Wilhelm Ritter (1835–1912), Schweizer Wasserbauingenieur, Architekt und Politiker, siehe Guillaume Ritter
- Wilhelm Ritter (Bauingenieur) (Karl Wilhelm Ritter; 1847–1906), Schweizer Bauingenieur
- Wilhelm Ritter (Maler) (1860–1948), deutscher Maler
- Wilhelm Ritter (Verleger) (1896–1973), deutscher Verleger
- Wilhelm Ritter (Musiker) (1950–2018), deutscher Musiker, Komponist und Publizist
- Wilhelm Georg Ritter (1850–1926), deutscher Maler
- Wilhelmine Ritter (* 1843), deutsche Opernsängerin
- William Emerson Ritter (1856–1944), US-amerikanischer Biologe
- Wolfgang Ritter (Unternehmer)  (1905–1993), deutscher Unternehmer
- Wolfgang Ritter (Jurist) (1927–2009), deutscher Verwaltungs- und Steuerjurist
- Wolfgang Ritter (Biologe) (* 1948), deutscher Bienenkundler
- Wolfpeter Ritter, eigentlicher Name von Peter Terrid (1949–1998), deutscher Schriftsteller

#### Y
- Yvonne Ritter-Elkuch (* 1968), liechtensteinische Radsportlerin